# 泰星來客
《泰星來客》（Earth: Final Conflict）是一部加拿大科幻電視連續劇集，由美國著名科幻作家吉恩·罗登伯里編劇。
該電視劇集共5季，最後一集於2002年5月在美國播出。投資巨大，聲稱是美國第一部使用35毫米膠片拍攝的電視劇集，加上大量的電腦特技，使得其風格更接近好萊塢電影大片。
該劇異於一般外星人劇情的科幻影視作品的是，它主要虛構了泰星人已經來到地球三年並建立正常交往關係以後，由於文明之間的種種隔閡與利益考量，引發一系列矛盾衝突的故事。該劇在娛樂性之外，也著重探討了人性、哲學、宗教等命題。
中國大陸地區曾引進該劇的第一季，譯為《泰星來客》，曾於不少省級電視臺播出。

## 角色概要
| 角色      | 演員        | 敘述                      |
| --------- | ----------- | ------------------------- |
| 大安      | 莉尼·帕克   | 泰星人 盟友北美聯絡官     |
| 威廉·布恩 | 凱文·卡爾納 | 盟友安全主管 抵抗運動成員 |

## 分集梗概
第一季
第二季
第三季
第四季
第五季

## 外部連結
- 永遠的泰星來客 （页面存档备份，存于）